# Aldo Menzione
Aldo Menzione (* 18. Juni 1943 in Massa; † 23. Dezember 2012 in Pisa) war ein italienischer experimenteller Teilchenphysiker. Er ist bekannt als Pionier der Silizium-Vertex-Detektoren.

## Leben
Menzione studierte ab 1961 an der Universität Pisa mit dem Laurea-Abschluss 1967 (Production of neutral mesons decaying into all-neutral secondaries). 1965 bis 1968 war er in der Karlsruher Kollaboration am Proton Synchrotron des CERN. Ab 1969 war er in der Pisa-Stony Brook Kollaboration an den Intersecting Storage Rings (ISR) des CERN, die heute vor allem für die Entdeckung des Anstiegs des Gesamtwirkungsquerschnitts der Proton-Proton Streuung mit der Energie bekannt ist (vorher sah es so aus, als wäre der Verlauf asymptotisch flach). Dort fand man auch frühe Manifestationen von Hadronen-Jets in kurzreichweitigen Korrelationen von Teilchen aus inelastischen Stössen.
1978 baute er als Mitglied des Teams aus Pisa das Kleinwinkel-Spektrometer des NA1-Experiments am SPS des CERN und am NA7 Experiment. Das Experiment lieferte neue Ergebnisse in der Physik von Charm-Teilchen und Mesonen-Formfaktoren. Dabei wurden technischen Neuerungen eingeführt, insbesondere ein Aktives Target von Schichten von Silizium-Streifendetektoren, die zur Untersuchung des Zerfalls langlebiger Hadronen mit Charm benutzt wurden und es ermöglichten deren Lebensdauer zu messen. Daraus entstand die Entwicklung von Silizium-Vertex-Detektoren (SVX) ab 1985 für den Einsatz im CDF am Tevatron im Fermilab. Menzione war ab 1980 an der Entwicklung des CDF beteiligt (sowohl am Tracking System als auch an den Kalorimetern). Sie ermöglichten die genaue Untersuchung der sekundären langlebigen Teilchen mit schweren Quarks aus den Jet-Ereignissen der Proton-Antiproton Kollisionen des Colliders. Unter seiner Leitung wurde sein SVX System 1992 im CDF installiert und spielte eine wichtige Rolle bei der Entdeckung des Top-Quarks. Für die genauere Untersuchung des Top-Quarks (sowie von Hadronen mit Bottom- und Charm-Quarks) wurde später eine verbesserte Version verwendet, das SVX-II mit schneller Trigger-Elektronik (SVT, Silicon Vertex Trigger). Er war bis 2006 für die CDF-Pisa Gruppe verantwortlich und gab danach die Leitung aus Gesundheitsgründen ab.
Menzione war auch 1990 bis 2000 am CLUE (Cerenkov light ultraviolet experiment) des Istituto Nazionale di Fisica Nucleare (INFN) in Pisa beteiligt, einem Detektor für Kosmische Strahlung in La Palma.
2009 erhielt er den Panofsky-Preis mit Luciano Ristori.
Aldo Menzione ist einer der Initiatoren der Konferenzserie „Pisa Meeting on Advanced Detectors“, welche alle drei Jahre stattfindet, zuletzt 2024 auf Elba in der 16. Auflage. Seit 2015 wird auf dieser Konferenz der nach ihm benannte Aldo Menzione Prize verliehen.